# Белобрагин, Михаил Юрьевич
Михаил Юрьевич Белобрагин (род. 16 февраля 1974, Липецк, Белогорск[уточнить]) — российский хоккеист, нападающий. Мастер спорта России. Тренер.

## Биография
Воспитанник липецкого хоккея. Начинал играть в команде второй лиги «Трактор» Липецк. В МХЛ — РХЛ — Суперлиге выступал за ЦСКА (1992/93 — 1993/94, 2001/02), «Химик» Воскресенск (1994/95 — 1998/99; 1999/2000 — высшая лига), «Нефтехимик» (1999/2000), «Торпедо» НН (2000/01).
В дальнейшем играл за команды «Нефтяник» Альметьевск (2002/03 — 2005/06, 2006/07), «Дмитров» (2006/07), «Спутник» Нижний Тагил (2007/08, 2008/09), Кристалл (Саратов) (2007/08), «Липецк» (2009/10).
На рубеже 1995—1996 годов играл за сборную России (сборную клубов) против сборной Канады.
Окончил МГАФК.
В сезонах 2013/14 — 2014/15 — тренер и главный тренер команды МХЛ-Б «Эльта» / «Елец» Липецк. Затем — тренер команд девушек «Атланта» (Воскресенск) и Московской области.